# 風をあつめて (はっぴいえんどの曲)
「風をあつめて」（かぜをあつめて）は、はっぴいえんどの楽曲。バンドのフロントマンであった松本隆が作詞、細野晴臣が作曲を手がけた。1971年リリースのバンドの2枚目のスタジオ・アルバム『風街ろまん』で初めて音源化された。

## 構成
楽曲は1970年当時、はっぴいえんどのドラマーの松本隆によって作詞された。海外志向の強いリーダー格の細野晴臣とは裏腹に松本は日本語の歌詞にこだわり、全編が日本語で書かれた。楽曲が収録されたアルバム『風街ろまん』は1964年東京オリンピックを経て近代化し失われてゆく「古きよき日本・東京都の姿」を「風街」と架空の街に見立てるコンセプトが押し出されている。楽曲もこのコンセプトを組み、古い街が失われる様に対する憂いが歌詞に反映された。音楽ライターの小貫信昭はUta-Netの特集記事で楽曲を取り上げ、歌の主人公が街を散歩するうち目に映った街の様相を幻想的に捉えていると解説した。作詞を手がけた松本は歌詞に登場する「路次」とは東京都港区の大門から浜松町の周辺を指していると語っている。ボーカルは作曲を手掛けた細野が執った。作曲作業は難航し、完成したのは録音スタジオの廊下であったという。直前まで曲ができていなかったため、鈴木茂と大瀧詠一の2人は呼ばずに録音、ボーカル部分はパンチイン・パンチアウトで録音された。細野は後に「起きぬけ」の箇所の音程を間違えていると語っている。

## 収録作品
| タイトル                     | 形態               | リリース |
| ---------------------------- | ------------------ | -------- |
| 風街ろまん                   | スタジオ・アルバム | 1971年   |
| CITY / HAPPY END BEST ALBUM  | ベスト・アルバム   | 1973年   |
| はっぴいえんどBOX            | ボックス・セット   | 2004年   |
| はっぴいえんどマスターピース | ボックス・セット   | 2014年   |

## カバー
| アーティスト         | 収録                                          |
| -------------------- | --------------------------------------------- |
| 矢野顕子             | GRANOLA                                       |
| 坂上香織             | 夏休み                                        |
| 楠瀬誠志郎           | 僕がどんなに君を好きか、君は知らない          |
| 塚本晃               | はっぴいえんどに捧ぐ                          |
| 太田裕美             | Candy                                         |
| 矢野真紀             | タイムカプセルの丘                            |
| Leyona               | Niji                                          |
| DEEN featuring BEGIN | 和音〜Songs for Children〜                    |
| MY LITTLE LOVER      | HAPPY END PARADE〜tribute to はっぴいえんど〜 |
| 和田アキ子           | 今日までそして明日から                        |
| Soma                 | Essence of life "smile"                       |
| 加藤いづみ           | favorite                                      |
| オトナモード         | 雨の色 風の色                                 |
| MOOMIN               | Souls                                         |
| プリシラ・アーン     | ナチュラル・カラーズ                          |
| 森恵                 | RE:MAKE1                                      |
| 松本隆               | 風街であひませう                              |
| 豊崎愛生             | AT living                                     |
| MAYU・manaka・アサヒ | 風街に連れてって!                             |
| リーガルリリー       | 風をあつめて                                  |

### その他
| アーティスト               | 備考                                                                       |
| -------------------------- | -------------------------------------------------------------------------- |
| 山口一郎（サカナクション） | 大塚製薬 - オロナミンC「ハツラツタワーのある街シリーズ」（2016年）で歌唱。 |
| 窪田正孝                   | 森永乳業 - マウントレーニア「ほどいて、すすめ。」篇（2020年）で歌唱。      |

## 楽曲使用

### 映画
- 『ロスト・イン・トランスレーション』挿入曲（2003年制作、ソフィア・コッポラ監督、ビル・マーレイ、スカーレット・ヨハンソン主演、日米合作映画）
- 『4TEEN』挿入曲（2004年制作、廣木隆一監督、角田紳太郎主演、WOWOW）
- 『おと・な・り』（2009年制作、熊澤尚人監督、岡田准一主演）
- 『うみべの女の子』挿入曲（2021年公開、ウエダアツシ監督、浅野いにお原作）

### テレビ番組
- 『太田和彦ふらり旅 いい酒いい肴』テーマソング（BS11）
- 『太田和彦ふらり旅 新・居酒屋百選』テーマソング（BS11）
- 『競馬ワンダラー』テーマソング（グリーンチャンネル）
- 『鉄オタ選手権』挿入歌（NHK BSプレミアム）[11]
- 『ちちんぷいぷい』「とびだせ! えほん」オープニング（MBSテレビ）
- 『土曜のよんチャンTV』「とびだせ! えほん」オープニング（MBSテレビ）

### CM
- 三菱電機 - Qシリーズ「洗濯機・編」（1990年）
- アサヒビール - あじわい（2008年）
- 大塚製薬 - オロナミンC「ハツラツタワーのある街シリーズ」（2016年） - 歌唱（カバー）は山口一郎（サカナクション）[9]。
- 森永乳業 - マウントレーニア「ほどいて、すすめ。」篇（2020年） - 歌唱（カバー）は俳優の窪田正孝[10]。

## その他
- 緑の歌 -収集群風-（2022年5月25日、高妍、KADOKAWA、翻訳協力：竜崎亮）

台湾在住の漫画家・高妍（読み：ガオイェン）の漫画作品。『月刊コミックビーム』にて2021年6月号から2022年5月号まで「緑の歌」のタイトルで連載された。
同作品は「風をあつめて」が重要なキーワードとして描かれている。連載時から松本や細野もそのことは知っており、松本はTwitterを通じて作者の高妍を絶賛していた。2022年5月25日に「緑の歌 -収集群風-」のタイトルでコミックス上下巻が発売されるにあたり、松本は上巻の帯に推薦コメントを寄せた。